# Ритзард
Ритзард (Ридсерт; з.-фриз. Ritzard, Ridsert; VII век) — легендарный король Фризии конца VII века.

## Биография
Ритзард известен только из трудов авторов Позднего Средневековья и Нового времени. Наиболее ранний источник, повествующий о Ритзарде — труд историка XVI века Эггерика Бенинги «Фризская хроника». По свидетельству этого автора, Ритзард получил власть над Фризией после смерти короля Альдгисла. О том, в каких родственных отношениях Ритзард состоял со своим предшественником, в труде Бенинги не упоминается. Сообщается только, что Ритзард, правивший Фризским королевством не более десяти лет, погиб в битве с франками. Этот вооружённый конфликт другие исследователи отождествили со сражением при Дорестаде, в котором фризы потерпели поражение от войска франкского майордома Пипина Геристальского. На этом основании правление короля Ритзарда было датировано приблизительно 680—690 годами.
Хотя Эггерик Бенинга и другие фризские авторы Позднего Средневековья и Нового времени использовали в своих работах более ранние исторические источники, отсутствие свидетельств о большинстве упоминаемых ими фризских правителей VII—VIII веков в других средневековых трудах позволяет современным исследователям сомневаться в существовании этих властителей. В число таких фризских королей входит и Ритзард. В настоящее время общепринятой среди историков точкой зрения является та, согласно которой после смерти Альдгисла новым правителем фризов стал Радбод.